# Rosemary Chukwuma
Rosemary Chukwuma (* 5. Dezember 2001 in Ekwashi) ist eine nigerianische Leichtathletin, die sich auf den Sprint spezialisiert hat. Mit der nigerianischen 4-mal-100-Meter-Staffel siegte sie 2019 bei den Afrikaspielen in Rabat und wurde 2018 in Asaba Afrikameisterin.

## Sportliche Laufbahn
Erste internationale Erfahrungen sammelte Rosemary Chukwuma bei den Commonwealth Games 2018 im australischen Gold Coast, bei denen sie mit der nigerianischen 4-mal-100-Meter-Staffel in 42,75 s die Bronzemedaille hinter den Teams aus England und Jamaika gewann. Im Sommer siegte sie in 43,77 s mit der Staffel bei den Afrikameisterschaften im heimischen Asaba und ging über 200 Meter nicht an den Start. Zuvor siegte sie bei den Afrikanischen Jugendspielen in Algier über 100 und 200 Meter und qualifizierte sich damit für die Olympischen Jugendspiele in Buenos Aires, bei denen sie über 100 Meter die Goldmedaille gewann. Im Jahr darauf siegte sie bei den Juniorenafrikameisterschaften in Abidjan in 11,62 s bzw. 23,81 s über 100 und 200 Meter sowie in 45,56 s auch mit der 4-mal-100-Meter-Staffel. Anfang Mai schied sie mit der Staffel bei den IAAF World Relays in Yokohama mit 45,07 s in der ersten Runde aus. Anschließend nahm sie erstmals an den Afrikaspielen in Rabat teil und gelangte dort über 200 Meter bis in das Finale, in dem sie aber nicht mehr an den Start ging. Zudem siegte sie mit der nigerianischen Stafette in 44,16 s. Im Oktober startete sie mit der Staffel bei den Weltmeisterschaften in Doha, verpasste dort aber mit 43,05 s den Finaleinzug.
2020 zog Chukwuma in die Vereinigten Staaten und studiert dort an der Texas Tech University. 2022 erreichte sie bei den Weltmeisterschaften in Eugene das Halbfinale über 200 Meter und schied dort mit 22,72 s aus und mit der nigerianischen 4-mal-100-Meter-Staffel belegte sie mit 42,22 s im Finale den vierten Platz. Anschließend gelangte sie bei den Commonwealth Games in Birmingham mit 11,17 s auf Rang vier über 100 Meter und siegte mit der Staffel gemeinsam mit Tobi Amusan, Favour Ofili und Nzubechi Grace Nwokocha und stellte mit 42,10 s einen neuen Afrikarekord auf. Die Goldmedaille wurde ihr im Jahr darauf wegen eines Dopingverstoßes von Nwokocha wieder aberkannt. 2023 erreichte sie bei den Weltmeisterschaften in Budapest das Halbfinale über 100 Meter und schied dort mit 11,26 s aus. Zudem kam sie mit der Staffel im Vorlauf nicht ins Ziel. Im Jahr darauf schied sie bei den Afrikameisterschaften in Douala mit 11,79 s im Semifinale über 100 Meter aus. Im August schied sie bei den Olympischen Sommerspielen in Paris mit 11,39 s im Halbfinale über 100 Meter aus und verpasste mit der Staffel mit 42,70 s den Finaleinzug.
2021 wurde Chukwuma nigerianische Meisterin im 100-Meter-Lauf sowie 2022 in der 4-mal-100-Meter-Staffel.

## Persönliche Bestzeiten
- 100 Meter: 10,88 s (+1,2 m/s), 25. Mai 2024 in Fayetteville
  - 60 Meter (Halle): 7,09 s, 27. Januar 2023 in Lubbock
- 200 Meter: 22,33 s (+2,0 m/s), 15. Mai 2022 in Lubbock
  - 200 Meter (Halle): 22,68 s, 25. Februar 2023 in Lubbock